# So Good (singolo Zara Larsson)
So Good è un singolo della cantante svedese Zara Larsson, pubblicato il 27 gennaio 2017 come quinto estratto dal secondo album in studio So Good.

## Pubblicazione
Il 16 gennaio 2017 Larsson ha annunciato che il singolo successivo si sarebbe intitolato So Good e che avrebbe visto la partecipazione di Ty Dolla Sign.

## Promozione
Larsson e Ty Dolla Sign hanno presentato So Good dal vivo per la prima volta il 7 febbraio 2017 all'Ellen DeGeneres Show e si sono ulteriormente esibiti insieme al Wendy Williams Show il 23 marzo 2017.

## Video musicale
Il video musicale, diretto da Sarah McColgan, è stato reso disponibile il 3 febbraio 2017 tramite il canale YouTube della cantante.

## Tracce
Testi e musiche di Charlie Puth, Jacob Kasher Hindlin, Tyrone William Griffin, Jr., Gamal Lewis e Danny Schofield.
Download digitale, streaming
1. So Good (feat. Ty Dolla Sign) – 2:46

Download digitale, streaming – Goldenhouse Remix
1. So Good (feat. Ty Dolla Sign) (Goldenhouse Remix) – 3:25

Download digitale, streaming – The Wild Remix
1. So Good (The Wild Remix) – 3:45

## Formazione
Hanno partecipato alle registrazioni, secondo le note di copertina di So Good:
Musicisti
- Zara Larsson – voce
- Ty Dolla Sign – voce aggiuntiva

Produzione
- Charlie Puth – produzione
- DannyBoyStyles – co-produzione, produzione voce Zara Larsson, registrazione voce Zara Larsson
- Any Barnes – produzione voce Ty Dolla Sign, registrazione voce Ty Dolla Sign
- Rob Kinelski – missaggio
- Michelle Mancini – mastering

## Classifiche
| Classifica (2017) | Posizione massima |
| ----------------- | ----------------- |
| Australia         | 59                |
| Belgio (Fiandre)  | 52                |
| Belgio (Vallonia) | 69                |
| Danimarca         | 30                |
| Francia           | 160               |
| Germania          | 99                |
| Irlanda           | 91                |
| Norvegia          | 27                |
| Regno Unito       | 44                |
| Svezia            | 7                 |
| Svizzera          | 89                |